# Märthaskolan

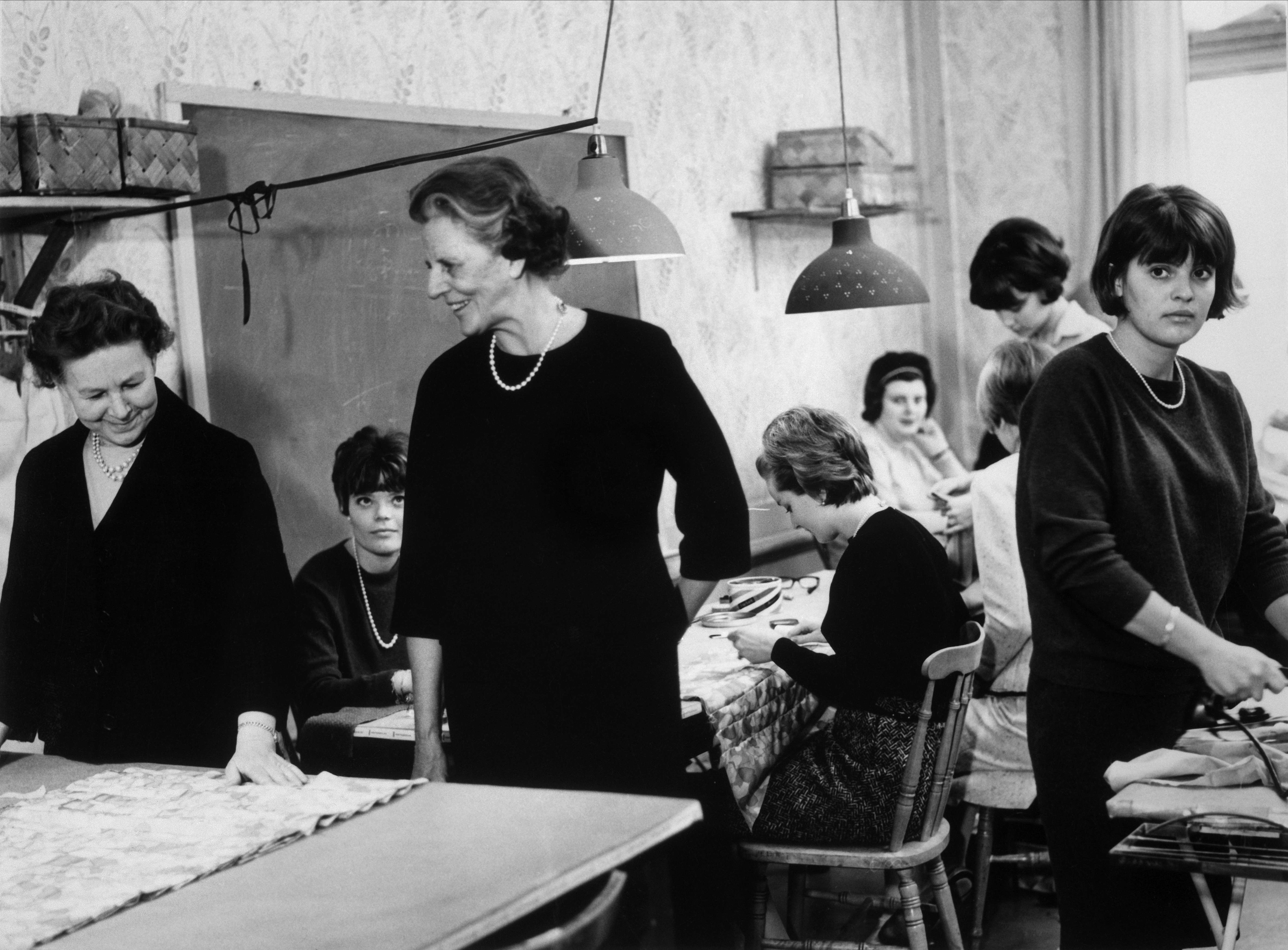
Marg von Schwerin med elever, ca 1960.

Märthaskolan var ett modehus och en sömnadsskola i Stockholm i verksamhet mellan 1927 och 1975. Märthaskolan grundades av grevinnan Marg von Schwerin, som tidigare varit lärarinna på Femina sömnadsskola och verkade som mode- och mönsterexpert på Idun, med stöd av prinsessan Märtha samt von Schwerins väninna och kollega på Femina Margareta Lindström.
Man utbildade sömmerskor och skräddare med inriktning på högklassigt dammode. Skolan fick sitt namn efter prinsessan Märtha som hade ett stort intresse för mode och upplät sitt namn mot förbehåll om full insyn i verksamheten. Märthaskolan är en av de få tillverkarna av couture i svensk historia. 
På Märthaskolan fanns en fransk avdelning där man sydde upp plagg efter originalmönster från Paris, och utgjorde där tillsammans med NK:s Franska damskrädderi den främsta i Sverige. Skolan hade täta förbindelser med franska modehus som Dior, Chanel och Balenciaga. 
År 1929 utsågs Märthaskolan till kunglig hovleverantör. Prinsessan Margaretha utbildade sig i klädsömnad på skolan. Skolan upphörde 1975 då exklusiva kläder blev utkonkurrerade av konfektionsindustrin. 
Livrustkammaren visade 2011–2012 utställningen Kungligt Vintage där flera kreationer från Märthaskolan ställdes ut.